# 博爾杜利亞基
50°11′2″N 24°57′5″E / 50.18389°N 24.95139°E
博爾杜利亞基（烏克蘭語：Бордуляки），是烏克蘭西部的村莊，隸屬利維夫州的佐洛奇夫區。該村處於斯特里河畔，面積0.96平方公里，2001年人口337。